# Nyża przy Schodkach
Nyża przy Schodkach – jaskinia, a właściwie schronisko, w  Dolinie Miętusiej w Tatrach Zachodnich. Wejście do niej znajduje się w górnej części żlebu opadającego spod Zagonnej Przełęczy (zwanej dawniej Przełęczą Schodki), na wysokości 1730 metrów n.p.m. Długość jaskini wynosi 6 metrów, a jej deniwelacja 4 metry.

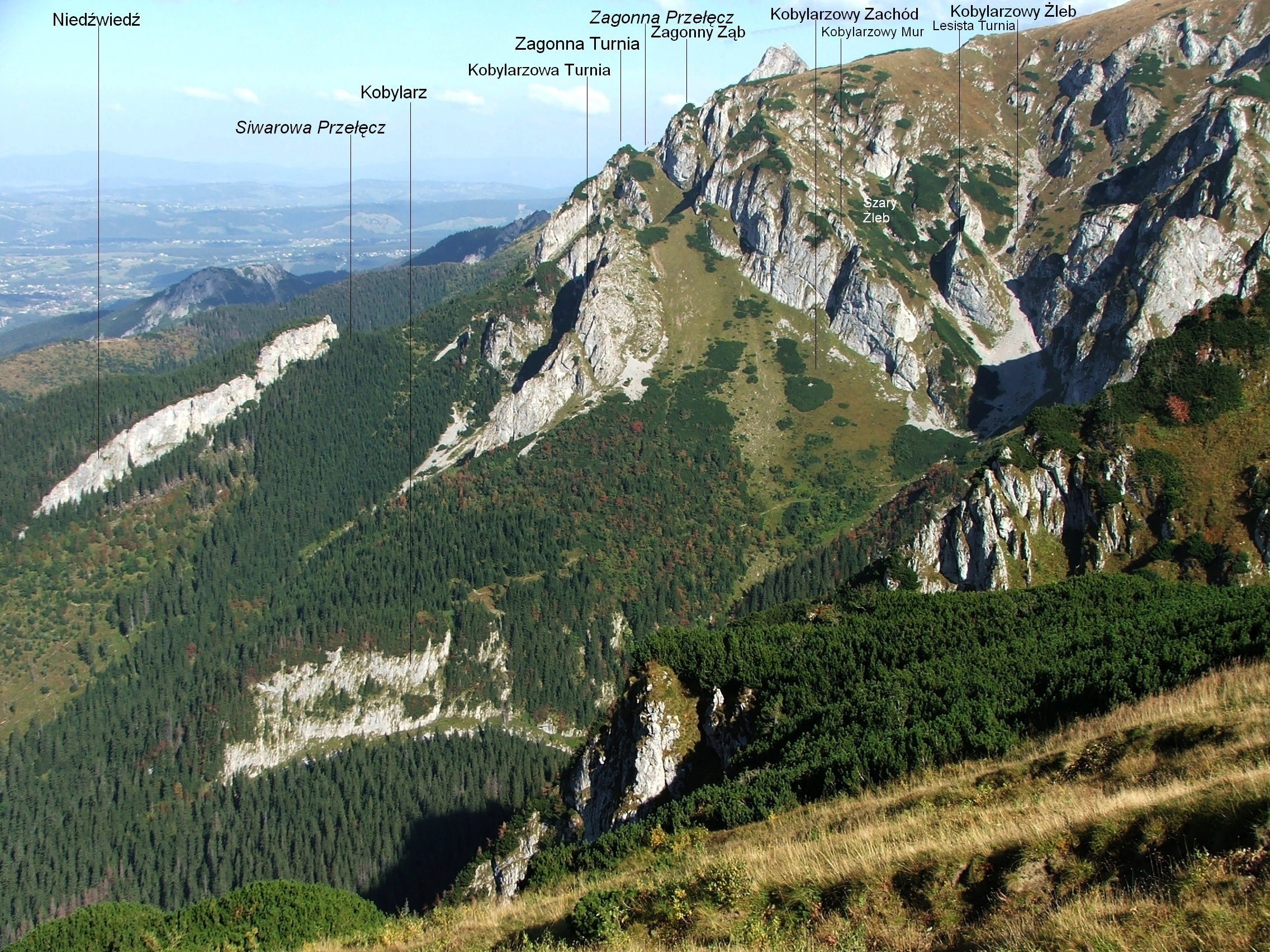
Zagonna Przełęcz od strony Doliny Miętusiej

## Opis jaskini
Jaskinię stanowi obszerna, szczelinowa nyża o stromo wznoszącym się dnie przechodzącym w prożek, do której prowadzi duży otwór wejściowy z okapem.

## Przyroda
W jaskini brak jest nacieków. Ściany są wilgotne, rosną na nich porosty, glony i mchy.

## Historia odkryć
Jaskinia była prawdopodobnie znana od dawna. Jej pierwszy plan i opis sporządziła I. Luty z zespołem w 1979 roku.